# Dorel Vulpoiu
Dorel Vulpoiu (n. 5 noiembrie 1972) este un politician român, ales în 2024 deputat din partea partidului Alianța pentru Unirea Românilor (AUR). 

## Carieră politică

### Deputat (2024–prezent)

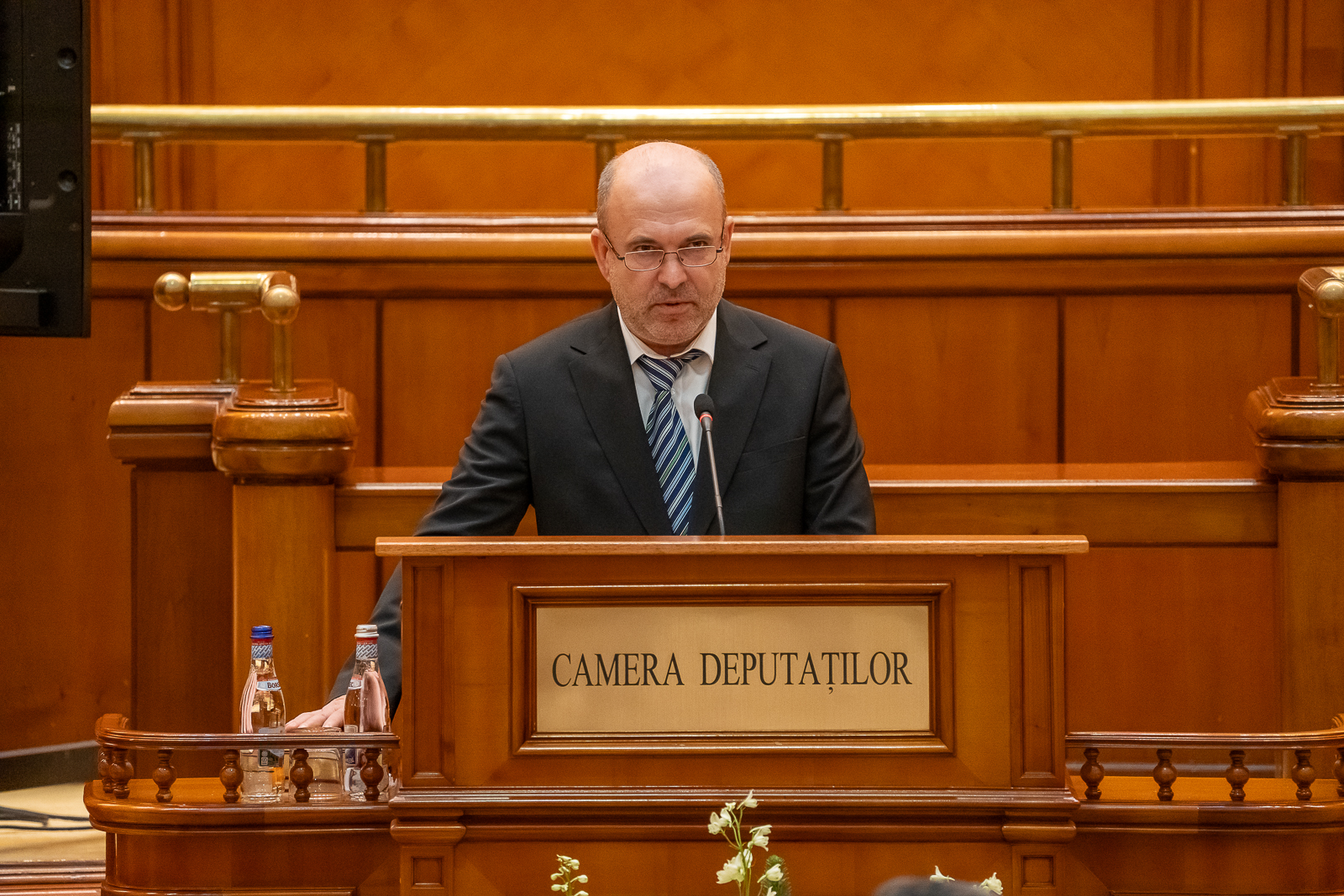
Vulpoiu depunând jurământul, 21 decembrie 2024

În urma alegerilor parlamentare din 2024 pe 1 decembrie, Vulpoiu a fost ales membru al Camerei Deputaților în circumscripția nr. 18 Galați, preluând mandatul pe 21 decembrie. În cadrul Camerei Deputaților este secretar din Comisia pentru muncă și protecție socială, precum și vicepreședinte al grupurilor parlamentare de prietenie pentru Bangladesh și Sri Lanka.